# Zanthoxylum bissei
Zanthoxylum bissei är en vinruteväxtart som beskrevs av C. Beurton. Zanthoxylum bissei ingår i släktet Zanthoxylum och familjen vinruteväxter. Inga underarter finns listade i Catalogue of Life.